# Maputeoa
Maputeoa   (c. 1814 - Rikitea, 20 de juny de 1857), conegut com a Te Maputeoa, batejat com a Gregorio Stanislas i de nom de rei Gregori I, va ser el penúltim monarca de l'illa polinèsia de Mangareva i la resta de les illes Gambier. Va regnar des del 1830 fins que va morir el 1857.

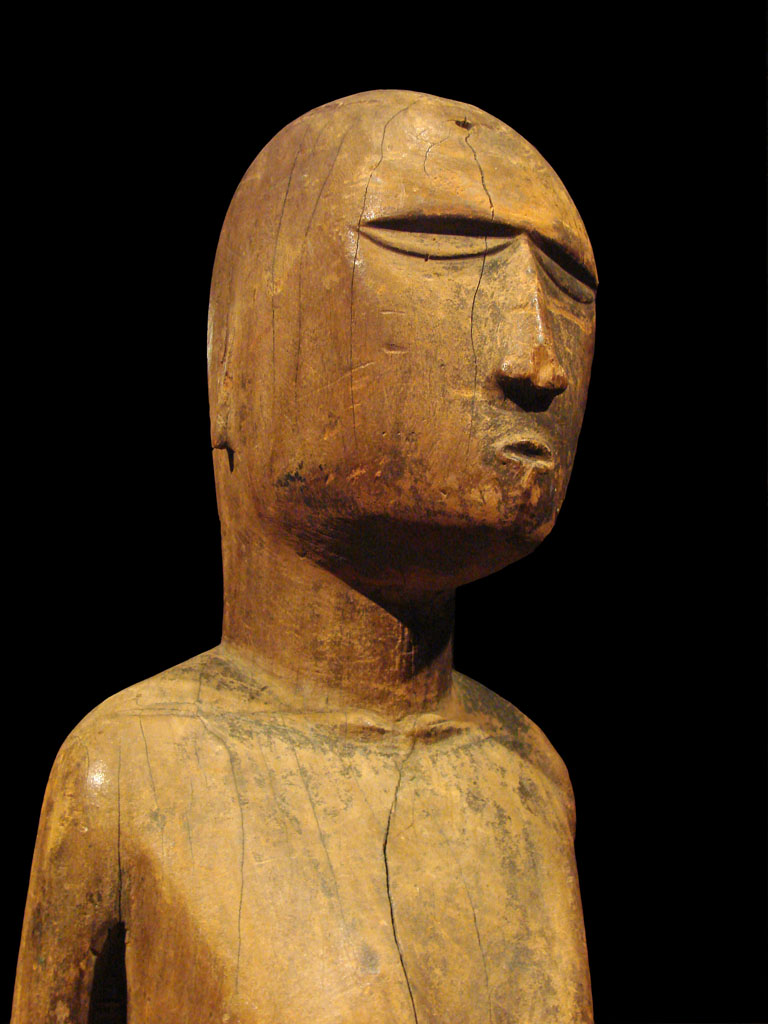
Una de les poques figures conservades d'un antic déu de la mitologia de Mangareva i que no va ser destruïda per Maputeoa.

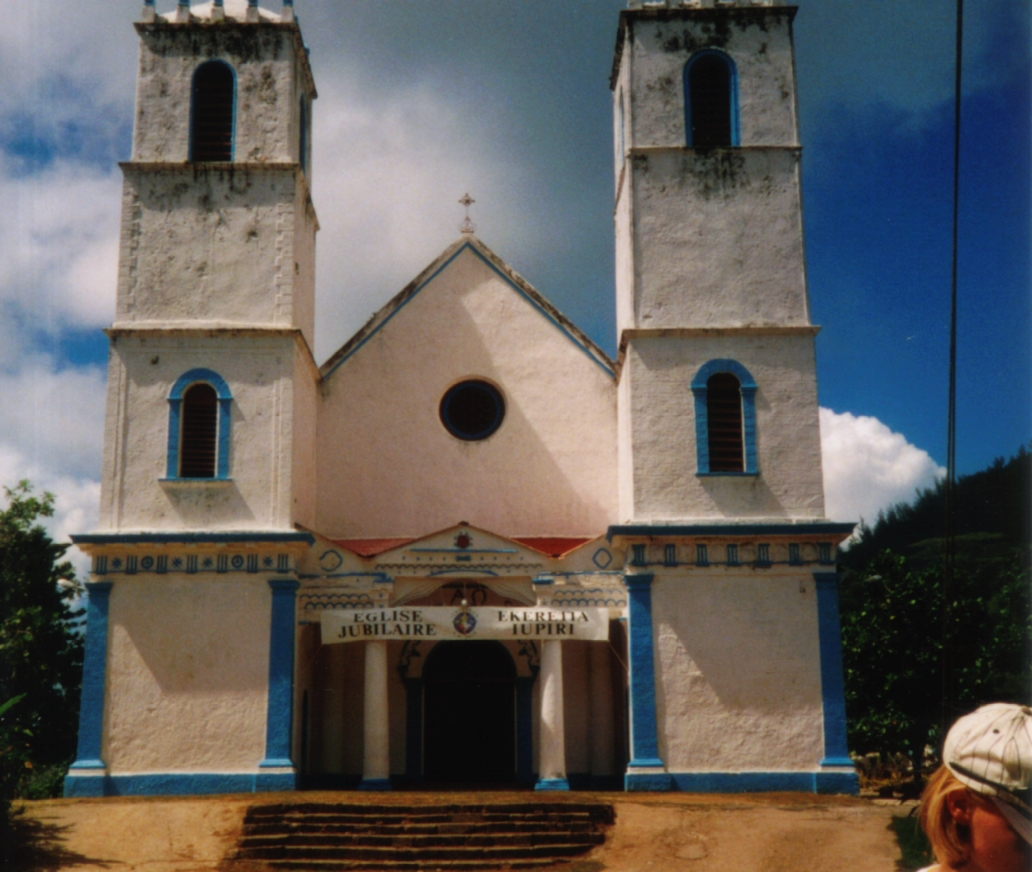
Catedral de Sant Miquel a Mangareva.

Durant el seu regnat, va capgirar les creences de la societat mangareviana, que va passar de practicar la religió indígena i fins i tot el canibalisme a ser una comunitat catòlica romana. Ho va atènyer eliminant tots els vestigis de les creences natives, com ara destruint les imatges tradicionals de fusta de la fe indígena consagrades en maraes i substituint-les per esglésies. El mateix rei va ser batejat el 25 d'agost del 1836. Va conèixer el cristianisme a partir dels missioners de l'illa, encapçalats pels sacerdots francesos Honoré Laval i François Caret, de la Congregació dels Sagrats Cors de Jesús i Maria. El seu oncle Matua, el gran sacerdot del temple local, també va tenir un paper fonamental en la conversió religiosa de la població de l'illa.

## Biografia
Maputeoa era net de Mapurure (també conegut com Te Mateoa), que se sap que era viu el 1825 i que es creu que va morir el 1830 o el 1832. Com que el fill de Mapurure, Te Ikatohara, va ser mort per uns taurons vers el 1824, ell es va convertir en rei immediatament després de la mort del seu avi. Atès que encara era menor d'edat, el seu oncle Matua, el gran sacerdot (taura tupua), va ocupar el càrrec de regent; Matua inspirava confiança al poble i podria haver arribat a tenir la intenció d'usurpar el poder al seu nebot. En accedir al tron, Maputeoa va prendre l'autoritat sobre tot el regne, traient el fet que els seus quatre oncles posseïen conjuntament la terra amb ell; la lleialtat dels oncles envers el rei era només formal. El monarca també tenia el control nominal sobre les altres illes Gambier (com ara Akamaru, Aukena, Taravai i Temoe), que disposaven de reis propis, vassalls del de Mangareva.
L'agost del 1834, van arribar a Mangareva uns missioners cristians de l'orde de la Congregació dels Sagrats Cors de Jesús i Maria, provinents de Xile i encapçalats pel pare Honoré Laval i el pare François Caret. En aquell moment, Mangareva era un regne independent sota el govern del rei Maputeoa, que els va negar l'accés a l'illa principal. Això no obstant, els missioners van aconseguir desembarcar en una petita illa on el líder local els va ajudar a aprendre la llengua mangareviana i, a canvi, ells van ensenyar als illencs el cristianisme. Passat un any, els missioners van reeixir a convertir a la seva religió els oriünds de Taravai, Aukena i Akamuru, van establir-hi esglésies i fins i tot van convèncer els illencs de vestir túnica.
En vista d'això, Matua va acceptar les pràctiques religioses catòliques, va incitar els missioners a construir esglésies als maraes i els va assessorar sobre com enderrocar el rei. Quan Maputeoa va adonar-se del que pretenia Matua, va decidir-se a tornar-s'hi i va començar a comparèixer sovint a missa. Dos anys després de l'arribada dels missioners a les illes Gambier, el rei va permetre de desmantellar el marae Te Keika (el més gran d'aquest tipus a Rikitea) i construir-hi la catedral de Sant Miquel, que es convertiria en l'església més gran del Illes del Pacífic Sud. Maputeoa va ser batejat a l'església de Saint-Joseph-de-Taku a Mangareva, juntament amb 160 persones més del regne. Va adoptar el nom de Gregori després del baptisme en honor al Papa Gregori XVI, que havia enviat els missioners a l'Oceania oriental, i solemnement va posar les seves illes sota la protecció de la Mare de Déu.
Maputeoa va morir el 20 de juny del 1857 de pleuresia aguda. Va ser succeït com a rei de Mangareva pel seu fill petit, Josep Gregori II, amb la seva vídua, la reina Maria Eutokia Toaputeitou com a regent. El rei Josep va morir sense fills després d'un regnat d'onze anys. Després del 1868, el regne va ser governat per regents fins que va ser annexat per França el 1881. El 1977, la Polinèsia Francesa va emetre un segell amb una imatge de Maputeoa. La cripta de Maputeoa es troba a la Capella Sant Pere rere la catedral de Sant Miquel.